# ウィークリー赤れんが
ウィークリー赤れんが（ウィークリーあかれんが）は、北海道内の民放テレビと一部ケーブルテレビで放送されていた、北海道の広報番組。
かつては「ウィークリー北海道」として放送されていたが、1990年代にタイトルを改めた。2014年3月をもって放送を終了し、不定期番組「情報カフェ 赤れんが」（2019年度まで）・「知るほど!なるほど!北海道」（2023年度まで）・「ググッと!!深掘り北海道」（2024年度以降）に引き継がれた。

## 放送時間

### 地上波
- 北海道文化放送（UHB） 日曜日6:55 - 7:00
- 北海道放送（HBC） 日曜日16:55 - 17:00
- 北海道テレビ（HTB） 土曜6:00 - 6:05：編成上の理由で2011年3月をもって放送を終了。
- 札幌テレビ（STV） 月曜11:46 - 11:52：編成上の理由で2011年3月をもって放送を終了。
- テレビ北海道（TVh） 日曜日6:25 - 6:30：編成上の理由で2011年3月をもって放送を終了。その後2012年4月から放送を再開するも編成上の理由で2013年3月をもって再び終了。

### ケーブルテレビ
1週間遅れの放送。
- ジェイコム札幌 土曜日11:57 - 12:00
- 旭川ケーブルテレビ 日曜日12:00 - 12:03
- 帯広シティーケーブル 土曜日19:52 - 19:55